# Parlamento de Quebec
El parlamento de Quebec es el organismo que ejerce el poder legislativo en la provincia de Quebec. Está compuesto por la Asamblea Nacional de Quebec en representación de los ciudadanos y el teniente gobernador en representación del Rey de Canadá, Carlos III.
En Quebec el término «parlamento» también se utiliza para referirse al edificio del parlamento, la sede de la Asamblea Nacional.

## Composición
El parlamento de Quebec está compuesto por una asamblea legislativa electiva, la Asamblea Nacional, que representa al pueblo y el Rey Carlos III, Rey de Canadá, representado por el teniente gobernador.
De 1867 a 1968, el parlamento de Quebec también incluía una asamblea legislativa no electiva, comúnmente llamada cámara alta, era el Consejo Legislativo. Desde la  aprobación de la ley del Consejo Legislativo, el Parlamento es unicameral.

### Asamblea nacional
La Asamblea Nacional, llamada Asamblea Legislativa hasta 1968, es una asamblea legislativa electiva. Está integrada por 125 diputados. Cada miembro del parlamento es elegido en uno de los 125 distritos electorales de Quebec mediante un sistema de votación mayoritaria en una sola vuelta.
La Asamblea Nacional estudia, enmienda, adopta o rechaza los proyectos de ley, públicos o de interés privado, presentados por los diputados.

### Teniente Gobernador

Bandera del Teniente Gobernador de Quebec.

El teniente gobernador es el representante del rey en el Parlamento de Quebec. Ejerce las funciones que le asigna la Ley Constitucional de 1867. Por recomendación del consejo de ministros, concede o niega el consentimiento real a los proyectos de ley adoptados por la Asamblea Nacional. Las secciones 55 y 90 de la Ley constitucional de 1867 también autorizan al teniente gobernador a reservar un proyecto de ley, es decir, a diferir su sanción al gobernador general del Canadá.
En 2012, el Partido Quebequés presentó una moción en la Cámara para abolir el puesto. Sin embargo, no obtuvo el apoyo necesario del Partido Liberal Quebequense ni de la Coalición para el Futuro de Quebec. Una moción similar se presentó nuevamente en 2023 por Québec solidaire, conjuntamente con la Coalición para el Futuro de Quebec y el Partido quebequés. Esta vez se adoptó por unanimidad, lo que significa que la voluntad de la Asamblea Nacional es «que se suprima el cargo de teniente gobernador».

## Potestades
El Parlamento de Quebec ejerce el poder legislativo en Quebec.
El poder legislativo debe ejercerse de conformidad con los poderes legislativos que la Ley Constitucional de 1867 atribuye a los parlamentos provinciales. Al ejercer el poder legislativo, deben respetar la división constitucional de poderes legislativos vigente en la federación canadiense. Por lo tanto, desempeña un papel supremo en la política de Quebec.
El Parlamento también ejerce un poder constituyente parcial, ya que el artículo 45 de la Ley constitucional de 1982 le permite modificar la Constitución de Canadá en ciertas cuestiones.
En virtud de su mandato, el Parlamento de Quebec es responsable de la gestión del Estado mediante la adopción, modificación y derogación de las leyes de Quebec. De este modo, es el Parlamento el único que decide el papel que puede desempeñar el Gobierno. A través de estas leyes se delega al gobierno y a la función pública la responsabilidad de la aplicación de la legislación que pueda hacerse a través de diferentes herramientas regulatorias.
Dependiendo de la importancia de las cuestiones políticas que se estén tratando, el Parlamento puede otorgar poder de decisión:
1. al gobierno de Quebec que ejerce este poder por decreto; ya sea
2. a los ministerios, municipios y organismos de servicio público que ejercen sus funciones mediante reglamento; o
3. a cada uno de los ministros que utilizan decretos ministeriales.

Si bien la mayoría de las decisiones deben ser aprobadas por el ministro respectivo o el Consejo de Ministros, cada uno de los términos utilizados es esencial para el Parlamento en la interpretación de la responsabilidad ministerial y por ende en su control parlamentario del gobierno.

## Salas
El edificio que alberga la Asamblea Nacional está ubicado en la ciudad de Quebec, la capital nacional y se llama «Edificio del parlamento». Fue diseñado por Eugène-Étienne Taché y construido entre 1877 y 1886. Las oficinas del teniente gobernador se encuentran en el edificio André-Laurendeau, construido entre 1934 y 1936 por Wilfrid Lacroix, Jean-Charles Drouin y Joseph-Siméon Bergeron.

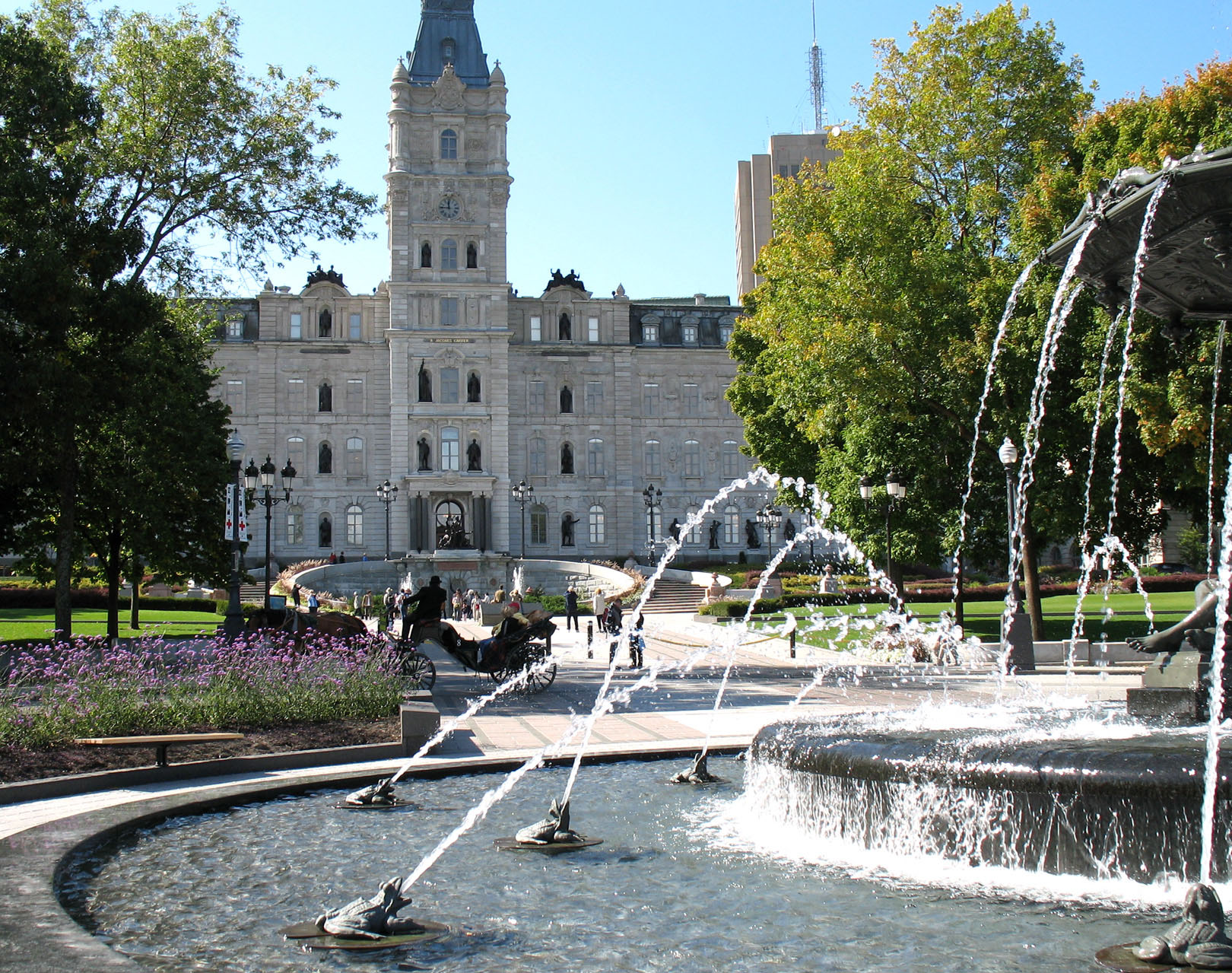
La fuente de Tourny
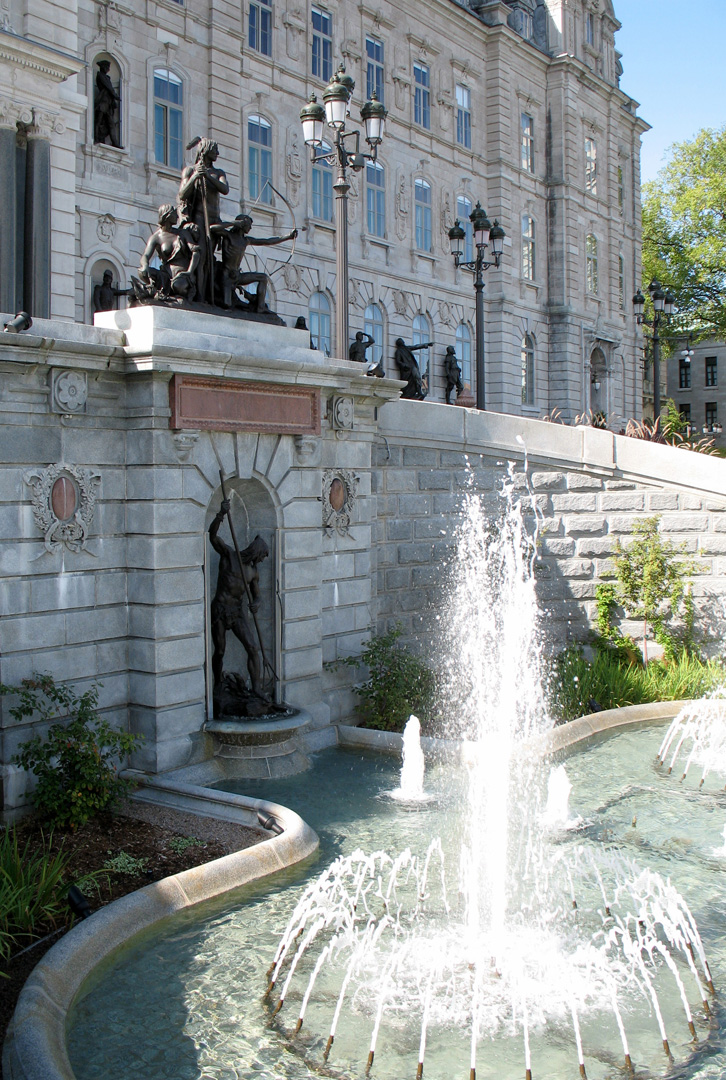
Fuente Louis-Philippe Hébert
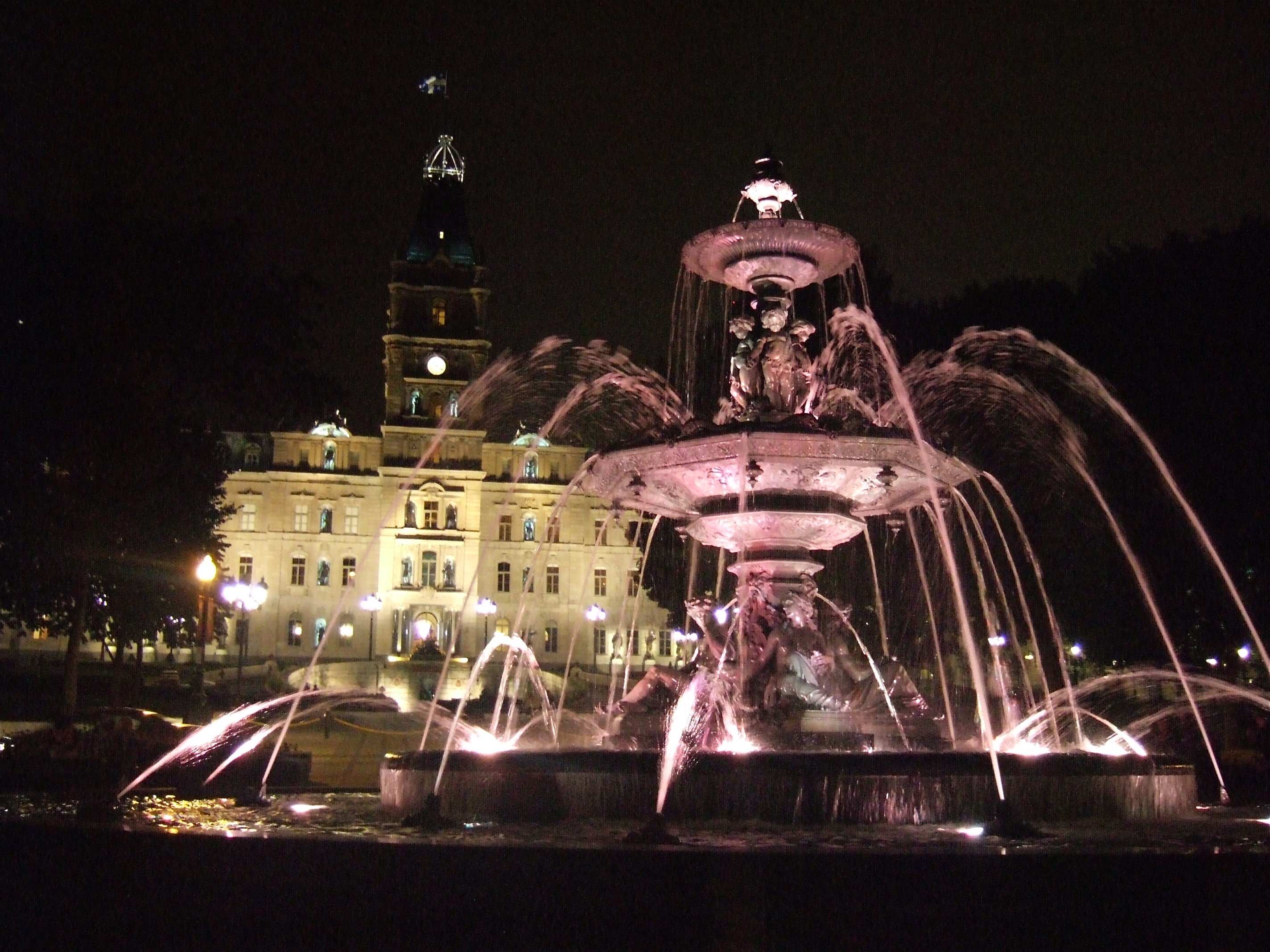
Vista nocturna
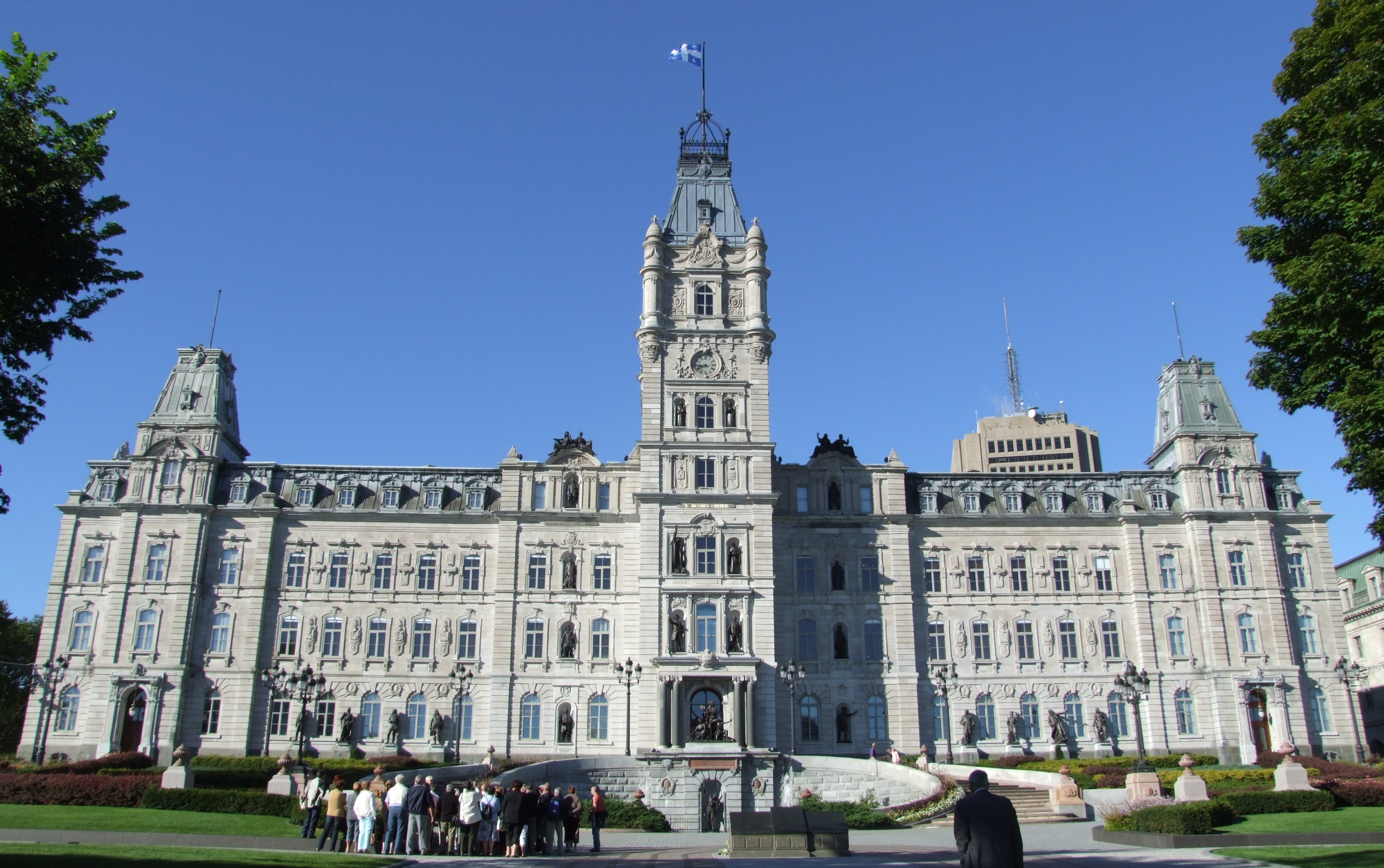
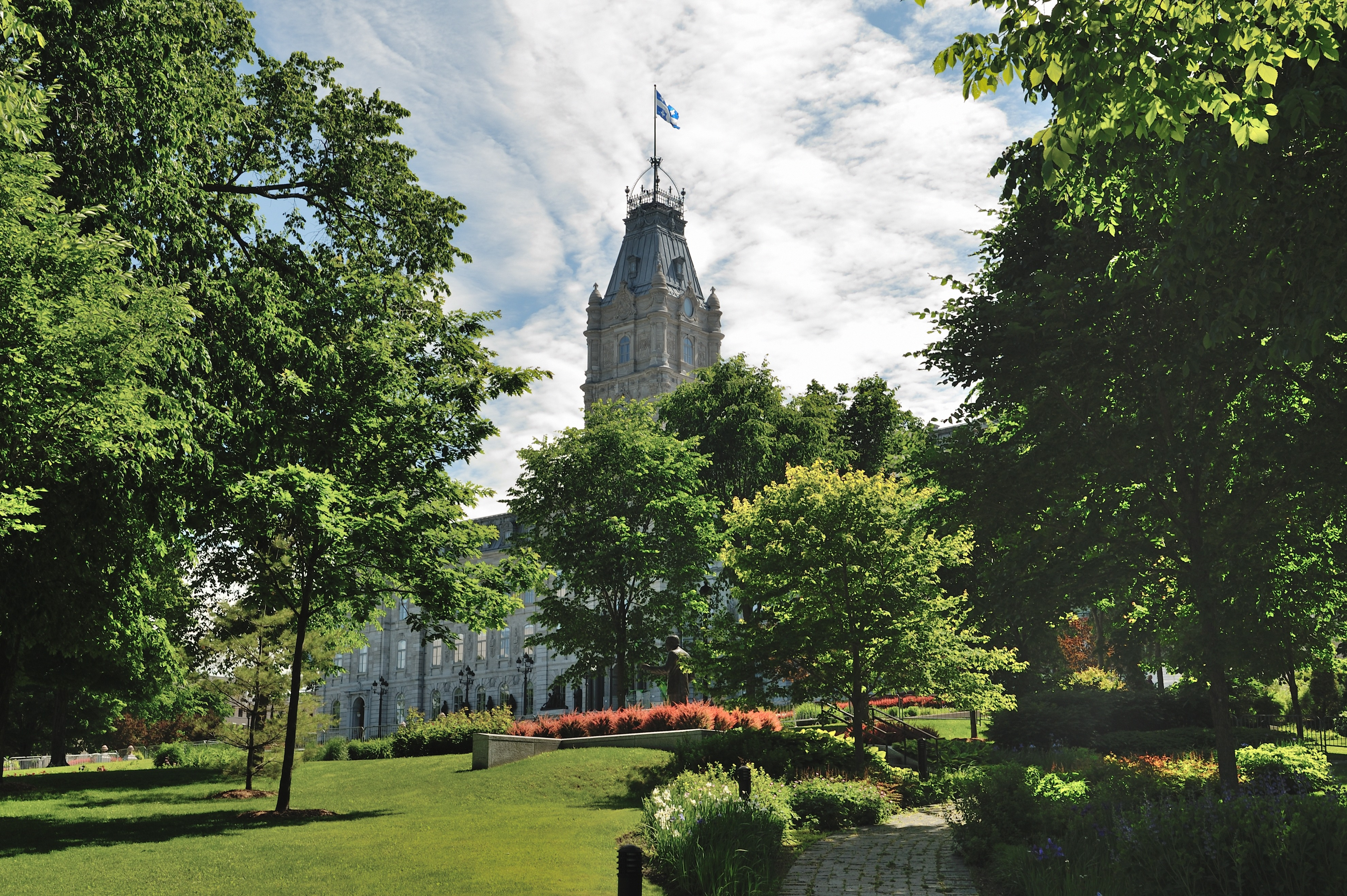
Caminos y jardines
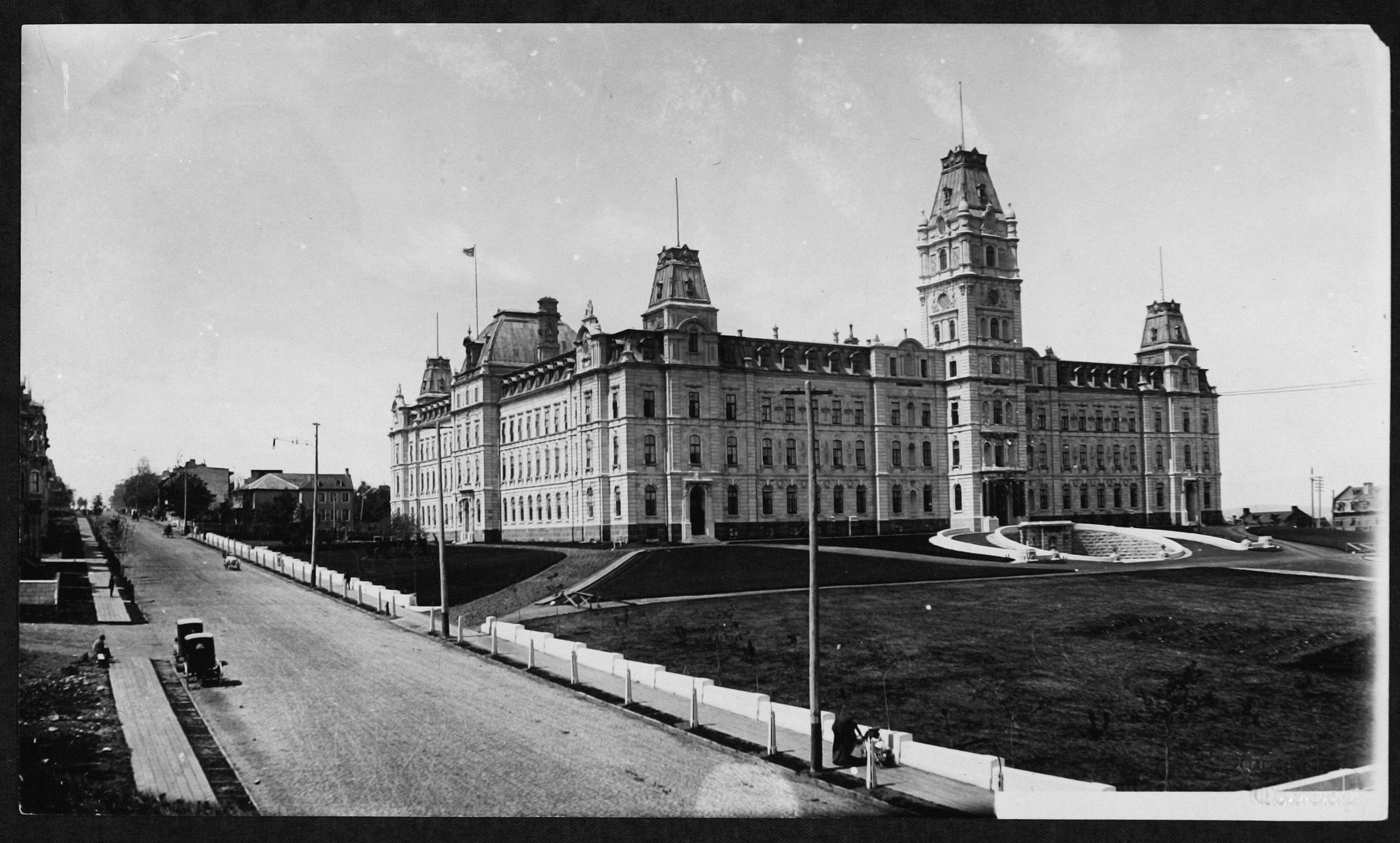
Parlamento alrededor de 1890.

## Historia
La Ley Constitucional de 1867, en particular las secciones 92, 92A, 93, 94A y 95, establece que el poder de hacer leyes con respecto a ciertas clases de temas pertenece a los parlamentos de cada provincia.
El artículo 71 de la Ley Constitucional de 1867 preveía originalmente la existencia de dos asambleas legislativas, una electiva y otra no electiva. Aunque este artículo nunca fue derogado ni modificado por el poder constituyente, el Parlamento de Quebec adoptó en 1968 una ley relativa al Consejo legislativo (véase el artículo 1 del capítulo 9 de las leyes de 1968) que abolió el Consejo legislativo después del 31 de diciembre de 1968.
La ley también cambió el nombre de «Asamblea Legislativa» a «Asamblea nacional».
En 1982, la Ley de la Asamblea Nacional cambió el nombre de la «Legislatura de Quebec» a «Parlamento de Quebec».

## Lista de legislaturas
- 1re législature
- 2e législature
- 3e législature
- 4e législature
- 5e législature
- 6e législature
- 7e législature
- 8e législature
- 9e législature
- 10e législature
- 11e législature
- 12e législature
- 13e législature
- 14e législature
- 15e législature
- 16e législature
- 17e législature
- 18e législature
- 19e législature
- 20e législature
- 21e législature
- 22e législature
- 23e législature
- 24e législature
- 25e législature
- 26e législature
- 27e législature
- 28e législature
- 29e législature
- 30e législature
- 31e législature
- 32e législature
- 33e législature
- 34e législature
- 35e législature
- 36e législature
- 37e législature
- 38e législature
- 39e législature
- 40e législature
- 41e législature
- 42e législature
- 43e législature